# ويليام بي. لويس
ويليام بي. لويس (بالإنجليزية: William B. Lewis)‏ هو سياسي أمريكي، ولد في 1816، وتوفي في 15 أكتوبر 1884. حزبياً، نشط في الحزب الجمهوري. وقد انتخب أمين صندوق الدولة ‏.